# やばの駅
やばの駅（やばのえき）は、中津市耶馬溪町柿坂42番地1の山国川及び国道212号沿いにあった町おこしのための商業施設である。2005年2月27日開設。条例上の正式名称は、中津市耶馬溪交流プラザ施設やばの駅。なお、名称に「駅」が付くが、道の駅ではない。

## 概要
2005年3月1日に中津市との合併を控えた旧耶馬溪町が、そのわずか2日前の2月27日に開設。合併後は、中津市が土地及び建物を引き継ぎ、食堂や土産店など5店が営業していた。
しかし、2012年7月3日の梅雨前線による豪雨で山国川が氾濫し、店舗が浸水したほか、濁流により舗装のアスファルトが剥がれるなどの甚大な被害を受けて休業を余儀なくされた。さらに、復旧の途上の7月14日には平成24年7月九州北部豪雨で再び被災。氾濫した山国川の濁流により、壊滅的な被害を受けた。
中津市では、7月3日の豪雨後には現在地での再建を予定していたが、7月14日の再度の被災を受けて現在地での再建を断念。現在地から約2km上流にある市所有の農産物直売所の駐車場を代替地とすることとした。しかし、現在の土地・建物の貸し付けから、土地のみの貸し付けになることや、被災後の対応の遅れ等に対して出店者が反発し、協議は難航した。